# Angelo Hjort
Angelo Hjort (Johannes Angelo Reinholdt Jørgensen (senere Johannes Angelo Ring), født 11. april 1921 i København, død 20. juli 1997 i Nakskov) var en dansk billedkunstner og forfatter.
Angelo Hjort romandebuterede i 1956 med Jeg er ikke bange, hvorefter han i en årrække sejlede som hovmester, inden han fortsatte ad forfattervejen.
Angelo Hjort modtog en række præmier, stipendier og legater.
Som billedkunstner brugte han navnet Johannes A. Ring.
I 1958 blev han gift med Lise Ring; sammen fik de datteren Katrine Ring.
Angelo Hjort er begravet på Assistens Kirkegård.